# Simard
Simard – miejscowość i gmina we Francji, w regionie Burgundia-Franche-Comté, w departamencie Saona i Loara.
Według danych na rok 1990 gminę zamieszkiwały 944 osoby, a gęstość zaludnienia wynosiła 43 osoby/km² (wśród 2044 gmin Burgundii Simard plasuje się na 247. miejscu pod względem liczby ludności, natomiast pod względem powierzchni na miejscu 376.).